# Jewel (Automarke)

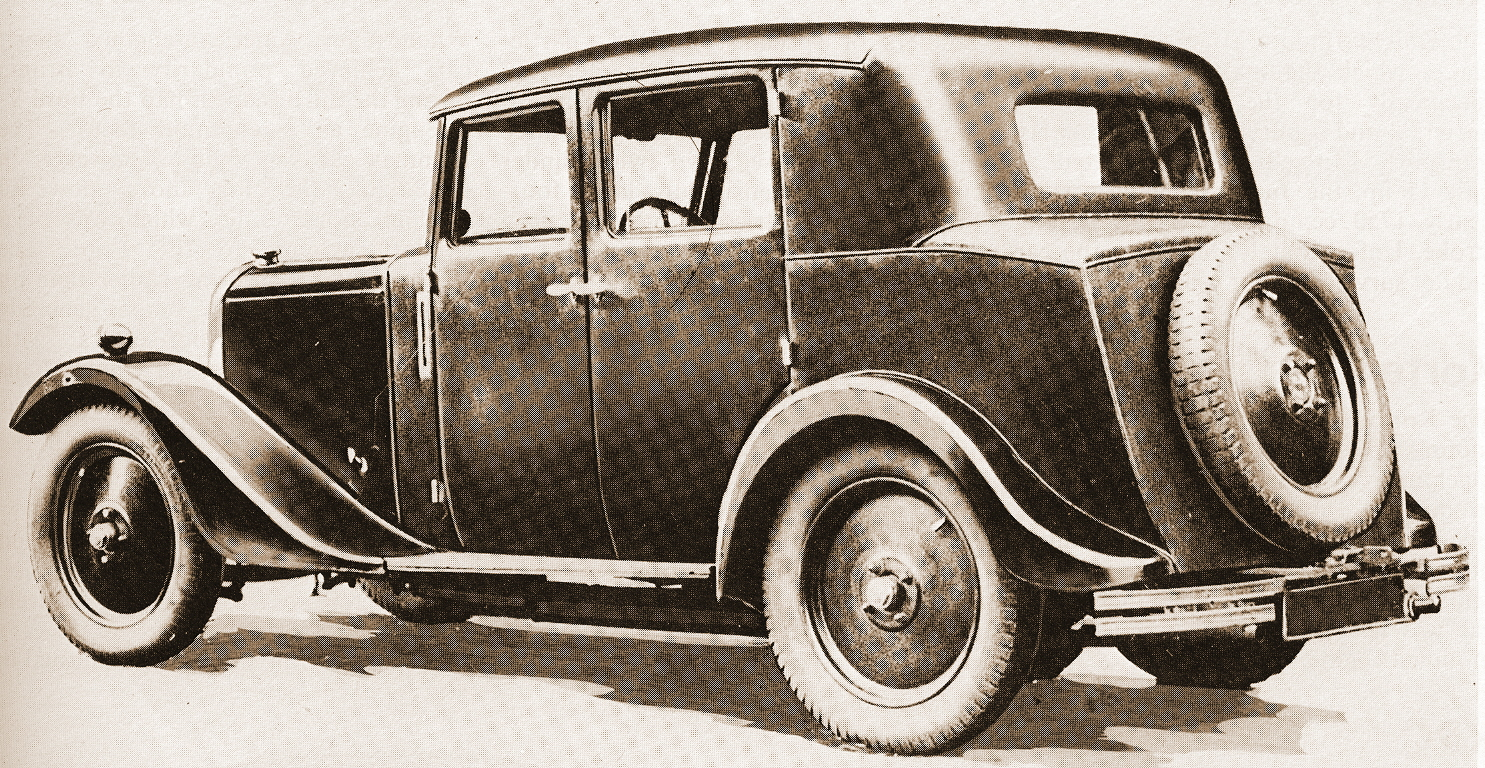
Jewel (1935)

Der Jewel war ein britischer Kleinwagen, der zwischen 1921 und 1939 von der John E. Wood in Bradford (Yorkshire) gebaut wurde.
Die Wagen wurden in sehr kleiner Auflage hergestellt. Sie wurden aus Komponenten verschiedener Hersteller auf Anforderung des Kunden zusammengesetzt. So glich kein Exemplar dem anderen. Das Modell 9/21 HP mit einem Vierzylindermotor mit 1247 cm³ Hubraum entstand von 1922 bis 1933. Im Jahre 1927 entstanden davon zwölf Exemplare.